# Open Tree of Life
Open Tree of Life is een online fylogenetische stamboom - een gezamenlijke inspanning, gefinancierd door de National Science Foundation. Het eerste ontwerp, dat 2,3 miljoen soorten bevatte, werd in september 2015 uitgebracht.
Met de interactieve grafiek kan de gebruiker inzoomen op taxonomische classificaties, fylogenetische bomen en informatie over knooppunten opvragen. Bij individuele soorten worden ook de bron- en referentietaxonomie getoond.

## Aanpak
Het project maakt gebruik van een "superboom"- aanpak waarbij een enkele fylogenetische stamboom wordt samengesteld uit een combinatie van kleinere fylogenetische bomen. Deze stamboom (te zien op tree.opentreeoflife.org) wordt gegenereerd op basis van een uitgebreide taxonomie en een samengestelde set van gepubliceerde fylogenetische schattingen.
De taxonomie is een combinatie van verschillende grote classificaties die door andere projecten zijn geproduceerd; het is gemaakt met behulp van een softwaretool genaamd "smasher". De resulterende taxonomie wordt een Open Tree Taxonomy (OTT) genoemd en kan online worden bekeken.

## Geschiedenis
Het project is in juni 2012 gestart met een driejarige NSF-prijs voor onderzoekers van tien universiteiten. In 2015 is aan onderzoekers van drie instellingen een tweejarige aanvullende prijs toegekend.